# Шкільництво

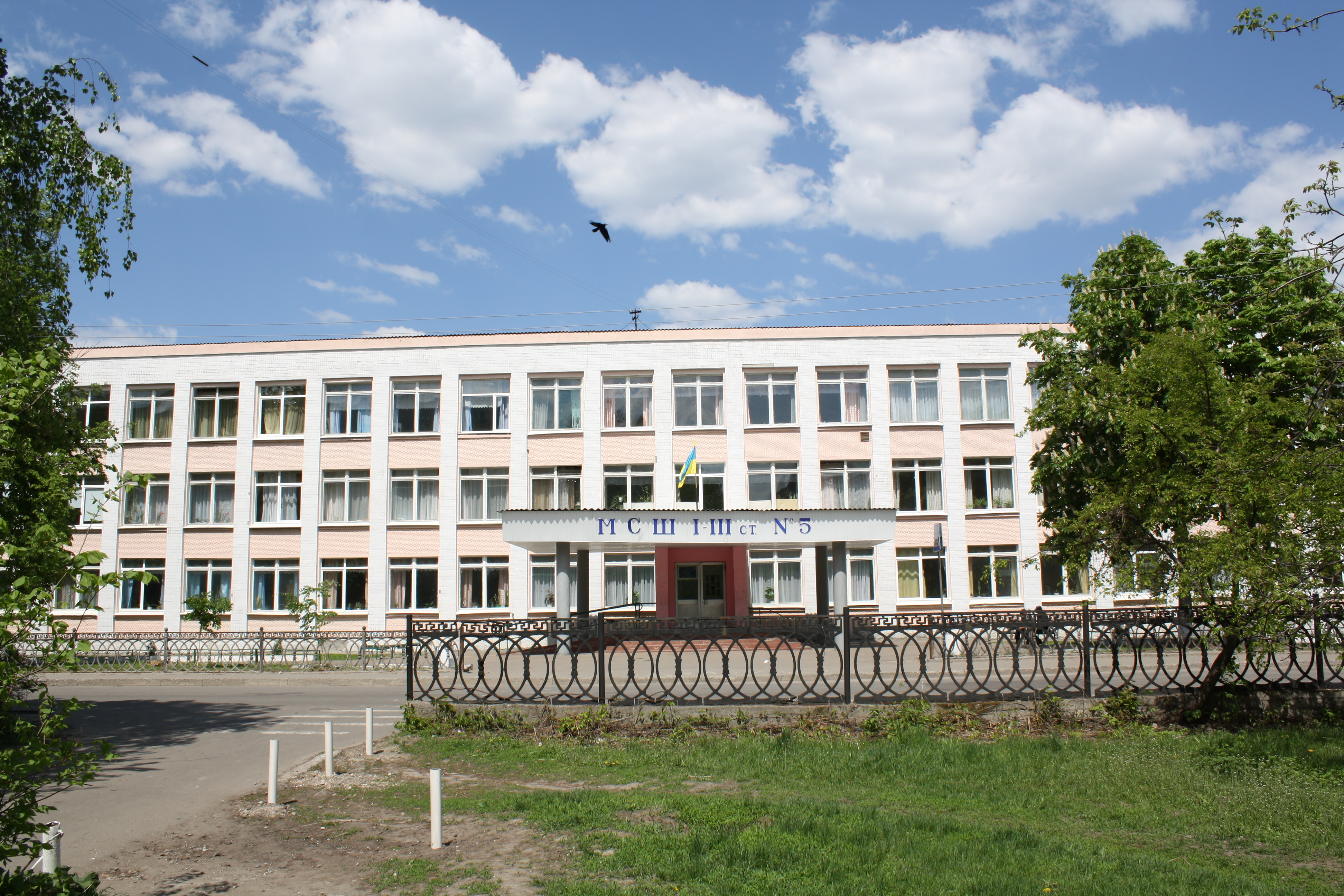
Школа у Миргороді

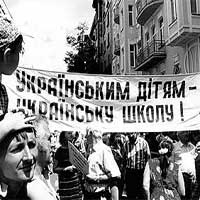
За українське шкільництво

Шкільництво (шкільна справа) — формування та організація системи початкової та середньої освіти у будь-якій країні, з метою виховання молодого покоління.

## Шкільництво та державність
Шкільна освіта відіграє ключову роль у становленні будь-якої держави. Кожна влада у сучасному світі відкриває свою систему шкіл, зазвичай для розповсюдження однієї мови, яка покликана з'єднати країну (див. державна мова); а також для розповсюдження базових знань та цінностей, які потрібні не тільки для повноцінного функціонування дитини, а й для підтримки та продовження самої державної системи.
У дорадянські часи існували церковно-приходські школи, які навчали як початкових знань, так і традиційних християнських цінностей. У радянській системі, всіх учнів обов'язково навчали російській мові, а також соціалістичним цінностям. У період незалежності України почався поступовий процес переходу на українську мову навчання та розповсюдження українських державницьких ідей. А після розпаду СРСР у школах України також було започатковане викладання уроків християнської етики.